# Визни режим Сједињених Америчких Држава
Визни режим САД представља политику државе у погледу захтева за улазак странаца на њену територију.

## Безвизни режим
Носиоцима обичних пасоша следећих држава и територија није потребна виза за посету САД:
| - Бермуда - Канада - Маршалска Острва - Микронезија - Палау |

### Безвизни програм (VWP)
Следеће 42 државе и територије учествују у безвизном програму „Visa Waiver Program” америчке владе. Њихови држављани без визе могу да бораве на територији САД до 90 дана (с тим да се у тих 90 дана рачуна и боравак на територији Северне Америке). У случају доласка ваздушним путем а не копном или морем потребна је електронска ауторизација „Electronic System for Travel Authorization”. Није могуће користити погодности овог програма уколико је путник од 2011. посетио Ирак, Иран, Јемен, Либију, Северну Кореју, Сомалију, Сирију или Судан (укључујући Кубу од 2021. године), или уколико носи двојно држављанство једне од наведених држава.
Од 1. августа 2023. године, мађарски држављани који живе изван граница Мађарске, а стекли држављанство процесом натурализације (међу којима су људи из Румуније, Србије или Украјине) не могу више користити погодности овог програма (било у пословне или туристичке сврхе) и потребна им је валидна виза за улазак у САД. Носиоцима мађарских пасоша који живе у Мађарској период важења електронског одобрења смањен је са две на годину дана, уз једнократну употребу.
Катар је 1. децембра 2024. године постао 42. држава чланица овог програма.
| - Андора - Аустралија - Аустрија - Белгија - Брунеј - Грчка - Данска - Естонија - Израел - Ирска | - Исланд - Италија - Јапан - Јужна Кореја - Катар - Летонија - Литванија - Лихтенштајн - Луксембург - Мађарска | - Малта - Монако - Немачка - Нови Зеланд - Норвешка - Пољска - Португалија - Сан Марино - Словачка - Словенија | - Сингапур - Република Кина - Уједињено Краљевство - Финска - Француска - Холандија - Чешка Република - Чиле - Швајцарска - Шведска | - Шпанија - Хрватска |

### Други програми
Под одређеним условима држављани следећих држава и територија не морају да прибаве визу пре посете САД:
| - Бахами - Британска Девичанска Острва - Кајманска Острва - Теркс и Кејкос |

Стандардна визна политика важи и за Америчка Девичанска Острва и Порторико, док за Гвам и Северна Маријанска Острва као и Америчку Самоу важе посебна правила.